# Zubrzyca Wielka
Zubrzyca Wielka [pronunciación en polaco: /zuˈbʐɨt͡sa ˈvjɛlka/] es un pueblo ubicado en el distrito administrativo de Gmina Szudziałowo, dentro del Condado de Sokółka, Voivodato de Podlaquia, en el norte de Polonia oriental, cercano a la frontera con Bielorrusia. Se encuentra aproximadamente a 11 kilómetros al noreste de Szudziałowo, a 16 kilómetros al este de Sokółka, y a 48 kilómetros al noreste de la capital regional Białystok.